# New Zealand Natives

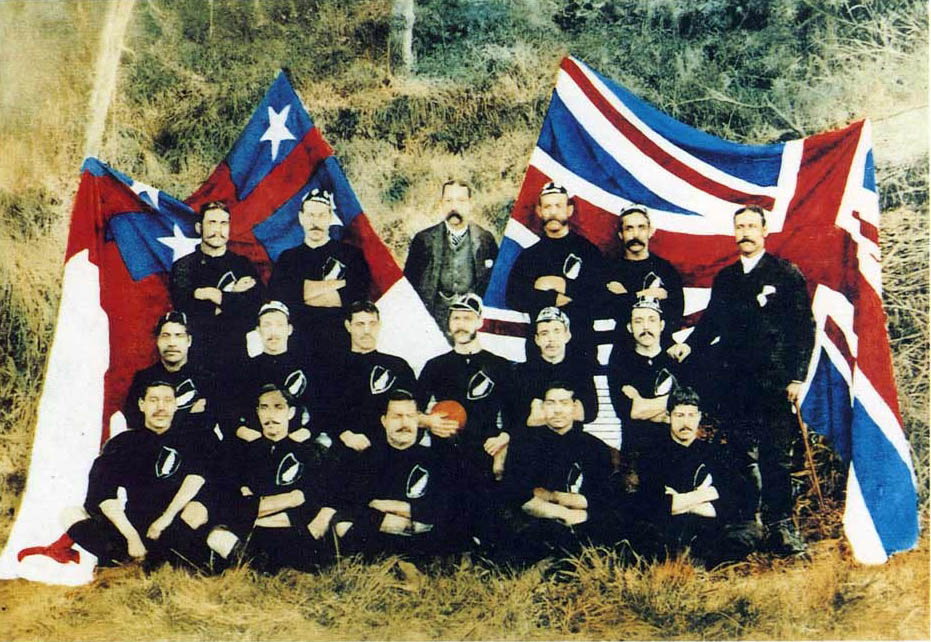
Die New Zealand Natives vor dem Spiel gegen Queensland im Juli 1889

Die New Zealand Natives (deutsch Bewohner Neuseelands) waren eine neuseeländische Rugby-Mannschaft, die 1888 und 1889 durch Neuseeland, Australien und Großbritannien reiste. Die von Privatleuten gesponserte Mannschaft umfasste 26 Spieler. Sie besaß keinen offiziellen Charakter (der Verband New Zealand Rugby Football Union wurde erst 1892 gegründet), war fast ausschließlich aus Māori zusammengesetzt und war die erste Auswahl aus einer britischen Kolonie, die im Mutterland Großbritannien zu Gast war. 2008 wurde die Mannschaft in die World Rugby Hall of Fame aufgenommen.
Während ihrer zehn Monate dauernden Tour trug die Mannschaft 107 Spiele aus. Die New Zealand Natives gewannen 78 Spiele, verloren 23 Mal und erreichten sechs Mal ein Unentschieden. Daneben wurde in einzelnen Fällen in Australien auch Australian Football und Fußball gespielt. Seit 1910 führen die Māori All Blacks die Tradition einer aus Vertretern der neuseeländischen Ureinwohner bestehenden Auswahlmannschaft fort.

## Verlauf der Natives-Tour
Die Idee einer aus Māori bestehenden Mannschaft, die in Großbritannien Spiele austragen sollte, ging auf den Rugbyspieler Joseph Warbrick zurück. Thomas Eyton, der 1887 während des Thronjubiläums von Königin Victoria einige Rugbyspiele besucht hatte und festgestellt hatte, dass die Briten spielerisch keineswegs überlegen waren, erfuhr von Warbricks Plänen. Später stieß James Scott als dritter Partner hinzu. Die Rollen wurden wie folgt verteilt: Warbrick als Mannschaftskapitän, Scott als Teammanager und Eyton als Veranstalter.
Da es noch keinen nationalen Verband gab, stand einer aus privaten Mitteln finanzierten Auswahlmannschaft nichts im Wege. Die Promotoren setzten auf die Faszination der Briten für Besucher aus entfernten Teilen des Empire und insbesondere für indigene Sportler. Vorbild war eine Cricket-Mannschaft von Aborigines aus dem westlichen Teil der australischen Kolonie Victoria, die im Jahr 1868 in Großbritannien 47 Spiele ausgetragen und einen ansehnlichen finanziellen Gewinn erzielt hatte.
Warbrick begann Anfang 1888 mit dem Zusammenstellen der Mannschaft. Neben Warbrick gehörten zwanzig weitere Māori sowie – entgegen der ursprünglichen Absicht – auch fünf Pākehā (Neuseeländer europäischer Abstammung) dem Kader an. Aus diesem Grund wurde die Mannschaft von New Zealand Māori in New Zealand Native Football Representatives (kurz New Zealand Natives) umbenannt. Vor der Abreise nach Übersee tourten die Natives zunächst durch Neuseeland und spielten gegen verschiedene Auswahlmannschaften der Provinzverbände. Das erste Spiel fand am 23. Juni 1888 in Napier gegen die Hawke’s Bay Rugby Union statt.
Am 1. August 1888 reisten die Natives von Dunedin aus per Schiff nach Melbourne. Nach zwei Spielen ging es weiter via Sueskanal nach Großbritannien. Während der sechswöchigen Reise per Dampfschiff hielten sich die Neuseeländer mit Kohleschaufeln fit. Sie kamen schließlich am 27. September 1888 in Tilbury an. Das erste Spiel auf britischem Boden wurde sechs Tage später in Richmond upon Thames gegen die Auswahl der Grafschaft Surrey ausgetragen und mit 4:1 gewonnen.
Die Natives waren – wie rund zwei Jahrzehnte später – die All Blacks (Nationalmannschaft) ganz in Schwarz gekleidet und führten vor Spielbeginn jeweils einen rituellen Tanz der Māori auf, den später weltbekannt gewordenen Haka. Im Schnitt trugen die Natives alle 2,3 Tage ein Spiel aus (Zum Vergleich: Im modernen Spiel beträgt die Pause üblicherweise eine Woche und die Mannschaften verfügen auch über mehr Spieler). Aufgrund der mangelnden Regenerationszeit gab es immer wieder kleinere Verletzungen. Die spielfreien Tage wurden zum Besuch von Sehenswürdigkeiten genutzt.
Während der Tournee trugen die Natives auch drei Länderspiele aus. Sie gewannen gegen Wales und verloren gegen Irland sowie England. Die Māori wurden im Süden Englands, wo das Rugbyspiel aristokratisch geprägt war, wegen ihres zu energischen Spielstils kritisiert. In Nordengland jedoch, wo Rugby eher ein Spiel der Arbeiterklasse war und sich wenige Jahre später die Profivariante Rugby League abspaltete, lobte man deren Fairness. Im Norden störte man sich auch nicht an der erklärten Absicht der Neuseeländer, mit der Tour Geld zu verdienen. Folgerichtig fanden hier auch die meisten Spiele statt.
Nach dem letzten Spiel in Leyton am 27. März 1889 reisten die Natives weiter nach Australien. Von Mitte Mai bis Ende Juli tourten sie durch verschiedene Städte im Osten des Landes. Dabei spielten sie auch acht Mal Australian Football und zweimal Fußball, wenn auch weit weniger erfolgreich als bei den Rugbyspielen. Im August folgte als Abschluss eine kurze Tournee durch Neuseeland. Das letzte Spiel fand am 24. August 1889 gegen die Auckland Rugby Football Union statt.
Erst 1905/06 reiste wieder eine neuseeländische Auswahl nach Europa, diesmal nicht als privates Unternehmen, sondern als offizielle Repräsentanten des nationalen Verbandes. Jene Mannschaft verlor nur ein einziges Spiel und wurde unter der Bezeichnung „Original All Blacks“ bekannt. Fünf Jahre später stellte die New Zealand Rugby Football Union erstmals eine Māori-Auswahl zusammen, die New Zealand Māori (heute Māori All Blacks).

## Ergebnisübersicht
Rugby
| Land             | Spiele | Siege | Remis | Ndlg. | Punkte  |
| ---------------- | ------ | ----- | ----- | ----- | ------- |
| Britische Inseln | 74     | 49    | 5     | 20    | 194:88  |
| Neuseeland       | 17     | 14    | 0     | 3     | 119:51  |
| Australien       | 16     | 15    | 1     | 0     | 239:66  |
| Total            | 107    | 78    | 6     | 23    | 772:305 |

Australian Football
| Land       | Spiele | Siege | Remis | Ndlg. | Punkte |
| ---------- | ------ | ----- | ----- | ----- | ------ |
| Australien | 8      | 3     | 0     | 5     | 27:40  |

Fußball
| Land       | Spiele | Siege | Remis | Ndlg. | Punkte |
| ---------- | ------ | ----- | ----- | ----- | ------ |
| Australien | 2      | 0     | 0     | 2     | 5:12   |